# Fielding Col
Fielding Col är ett bergspass i Antarktis. Det ligger i Västantarktis. Argentina, Chile och Storbritannien gör anspråk på området. Fielding Col ligger 756 meter över havet.
Terrängen runt Fielding Col är huvudsakligen kuperad, men åt sydväst är den bergig. Fielding Col ligger uppe på en höjd.  Trakten är obefolkad. Det finns inga samhällen i närheten.